# Breinert
Breinert est un village du Luxembourg, section de Biwer, situé dans la commune du même nom dans le canton de Grevenmacher.